# Ituero y Lama
Ituero y Lama è un comune spagnolo di 365 abitanti situato nella comunità autonoma di Castiglia e León.